# Водный автобус по каналу Крунг Касем
Водный автобус по каналу Крунг Касем - система водного общественного транспорта в Бангкоке, действующая в центре города по каналу Крунг Касем, чьи остановки расположены в непосредственной близости к различным достопримечательностям города и остановкам других видов общественного транспорта. Создана в рамках "Городского плана по развитию общественного транспорта по каналам Бангкока".

## История
По распоряжению премьер-министра Таиланда происходит развитие общественного транспорта, в том числе и водного транспорта по каналам Бангкока с целью превратить разрозненные маршруты в единую сеть. 5 октября 2018 запущена тестовая эксплуатация маршрута длиной около 5 км по историческому центру Бангкока. Маршрут действовал в тестовом режиме бесплатно около одного года. Изначально обслуживали маршрут 2 пассажирских судна вместимостью до 40 чел. каждое, а также 6 малых катеров вместимостью 12 человек. 7 из них с ДВС а одно - полностью электрическое. Движение было открыто с 6 утра до 19 часов вечера по будним дням, и с 8 утра до 19 часов вечера по выходным. Интервал составлял около 15 минут. С начала эксплуатации была запланирована закупка еще 6 катеров для обеспечения работы линии в полноценном режиме с возможностью пересадки на лодки по реке Чаупхрая.
В официальном виде сервис заработал 30 мая 2020 года. Стоимость проезда составила 10 бат.
В 2022 году сервис работал с января по август, после чего был приостановлен. В 2023 году было принято решение вновь запустить навигацию, что и было сделано в марте. В эти года пассажиропоток составлял от 8 000 до 20 000 человек в месяц.
Оператором стала компания BEM.

## Характеристики
Стоимость функционирования системы оценивается в 80 000 бат в сутки.

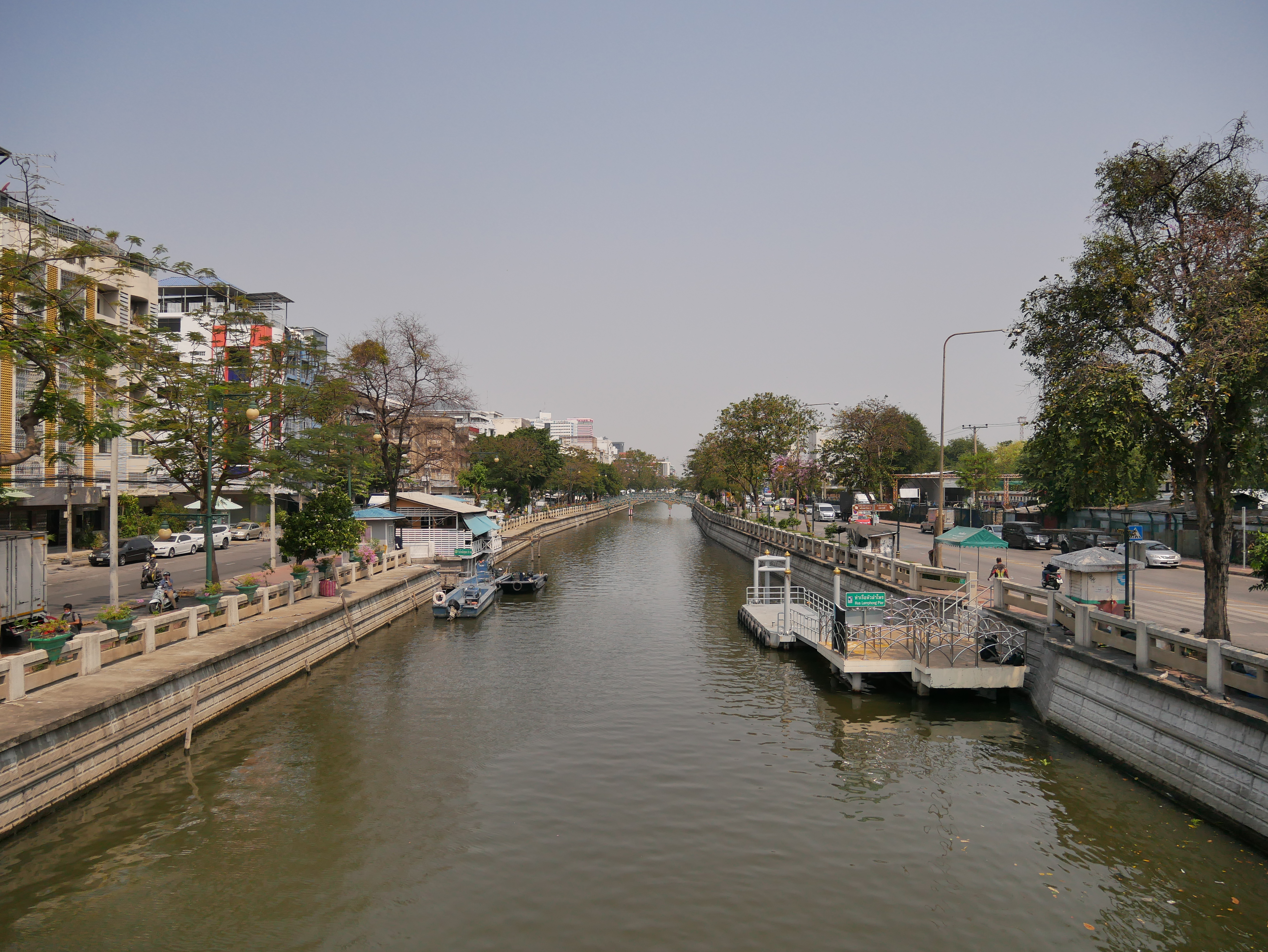
Конечная остановка около старого вокзала Хаулампхонг

### Маршрут
Время в пути между конечными станциям составляет 30 минут. Маршрут пролегает по каналу рядом с различными достопримечательностями.
- ท่าเรือสถานีรถไฟหัวลำโพง - вокзал Хуаламхонг (Hua Lamphong Railway Station Pier) - пересадка на метро MRT Хуа Ламхонг
- ท่าเรือหัวลำโพง - Хуаламхонг (Hua Lamphong)
- ท่าเรือนพวงษ์ -  Нопарун (Noppawong)
- ท่าเรือยศเส - Йотсэ (yotse) - пересечение с улицей Луанг
- ท่าเรือกระทรวงพลังงาน - Крысун Паланьян - пересечение с улицей Рамы 1
- ท่าเรือแยกหลานหลวง - Ланг Луанг - пересечение с улицей Ланг Луанг
- ท่าเรือนครสวรรค์ - Накхон Саван - пересечение с улицей Накхон Саван
- ท่าเรือราชดำเนินนอก - Ратчадамноен Нок - пересечение с улицей Ратчадамноен Нок
- ท่าเรือประชาธิปไตย - Пратчатипатай - пересечение с улицей Пратчатипатай
- ท่าเรือเทเวศร์ - Тевет
- ท่าเรือตลาดเทวราช - Рынок Теварат (Thewarat Market Pier)

16 сентября 2022 года маршрут был закрыт из-за окончания контракта с оператором сервиса. Мэрия города планирует возобновить навигацию в мае 2023 года.
15 марта 2023 года маршрут был снова запущен. Пользование сервисом бесплатное. Лодки не ходят вне часов пик будних дней, в темное время суток, в сильный дождь, в большой прилив, в большой отлив, в некоторых других случаях.

### Время работы
- По будним дням навигация осуществляется с 6 до 9 и с 16 до 19 часов. Интервал - 20 минут.
- По выходным дням навигация осуществляется с 8 до 19. Интервал - 1 час.[8]

### Подвижной состав
С 2020 года используются 7 новых электрических судов. Корабли специально разработаны для навигации по узкому каналу с низкорасположенными мостами. Судно имеет длину 990см и ширину 298см, весит 5980кг. Приводится в движение корабль двумя двигателями по 10 киловатт, которые питаются от батарей емкостью 42 киловатта. Зарядное устройство за 1 час обеспечивает работу судна в течение 4 часов. На крыше корабля расположены 12 солнечных панелей, дополнительно подзаряжающих батареи корабля. Система энергоснабжения сертифицирована по стандарту IP67. Максимальная скорость движения составляет 17 км/ч. Лодки оборудованы системой мониторинга на основе GPS. Вместимость составляет 30 пассажиров, включая 1 пассажира на инвалидной коляске.

### Пассажиропоток
Пассажиропоток постепенно рос от 1000 пассажиров в день в период открытия до 5000 пассажиров в день в 2020 году. В 2024 году около 700 человек пользовались сервисом ежедневно.